# Manayunkia aestuarina
Manayunkia aestuarina  (Bourne, 1883) è un anellide policheta canalipalpato della famiglia dei Sabellidae.

## Habitat e distribuzione
Piattaforma continentale belga, Mare del Nord meridionale.